# 4×200mフリーリレーの歴代日本記録一覧
4×200mフリーリレーの歴代日本記録一覧（4かける200mフリーリレーのれきだいにほんきろくいちらん）は、日本水泳連盟が認定する4×200mフリーリレー歴代日本記録の一覧。

## 長水路
凡例: 
- # – 日本水泳連盟による公認待ち

- 下記のマークがない場合は決勝: h – 予選
- sf – 準決勝
- r – リレー第1泳者
- rh – リレー第1泳者(予選)
- (b) – B決勝
- † – 途中記録
- (tt) – タイムトライアル
- (so) – スイムオフ

### 男子
| 記録      |        | 選手                                                                                          | 所属       | 樹立日         | 大会                             | 場所                     | ref           |
| --------- | ------ | --------------------------------------------------------------------------------------------- | ---------- | -------------- | -------------------------------- | ------------------------ | ------------- |
| 10分10秒0 |        | 佐竹孝 石毛政信 岡田辰男 高石勝男                                                             | 稲泳会     | 1925年10月3日  | 神宮大会関東予選                 | 芝                       | [ 1 ]         |
| 10分04秒2 |        | 森好男 木村象雷 石毛政信 高石勝男                                                             | 早稲田大学 | 1926年8月8日   | 日本選手権関東予選               | 芝                       | [ 1 ]         |
| 9分38秒2  |        | 野田一雄 佐田徳平 新井信男 高石勝男                                                           | 日本       | 1926年9月8日   | 日米対抗東京大会                 | 玉川                     | [ 1 ]         |
| 9分30秒4  | 短水路 | 宮本武夫 竹林隆二 清政武夫 米山弘                                                             | 日本       | 1930年6月22日  | 関西学院対早稲田大学             | 甲子園                   | [ 2 ]         |
| 9分33秒4  |        | 寺田享太郎 田中一男 牧野正蔵 武村寅雄                                                         | 東部中等   | 1930年8月17日  | 第4回全国中等学校水上競技大会    | 神宮                     | [ 2 ]         |
| 9分31秒4  |        | 宮崎正二 鳥居一夫 片山兼吉 牧野正蔵                                                           | 浜名湾游協 | 1930年8月22日  | 第6回全日本選手権大会            | 神宮                     | [ 2 ]         |
| 9分26秒6  |        | 宮崎康二 冨樫誠助 新間六炳 牧野正蔵                                                           | 東部中等   | 1931年8月30日  | 第5回全国中等学校水上競技大会    | 築港                     | [ 3 ]         |
| 9分26秒6  |        | 横山隆志 阪上安太郎 米山弘 高石勝男                                                           | 稲泳会     | 1931年8月31日  | 関東選手権                       | 神宮                     | [ 3 ]         |
| 9分20秒8  |        | 宮崎康二 新間六炳 野田一雄 牧野正蔵                                                           | 浜名湾游協 | 1931年10月2日  | 第7回全日本選手権大会            | 神宮                     | [ 3 ]         |
| 8分58秒4  | 世界新 | 宮崎康二（2分14秒0） 遊佐正憲（2分14秒8） 豊田久吉（2分14秒0） 横山隆志（2分15秒6）           | 日本       | 1932年8月9日   | ロサンゼルスオリンピック         | ロサンゼルス             | [ 4 ]         |
| 8分52秒2  | 世界新 | 遊佐正憲（2分11秒2）日本新 石原田愿（2分14秒2） 牧野正蔵（2分15秒0） 根上博（2分11秒8）       | 日本       | 1935年8月19日  | 第2回日米対抗水上競技大会        | 神宮                     | [ 5 ]         |
| 8分51秒5  | 世界新 | 遊佐正憲（2分13秒4） 杉浦重雄（2分11秒9） 田口正治（2分13秒0） 新井茂雄（2分13秒2）           | 日本       | 1936年8月11日  | ベルリンオリンピック             | ベルリン                 | [ 6 ]         |
| 8分47秒8  |        | 古橋廣之進 浜口喜博 真木昌 橋爪四郎                                                           | 日本選抜   | 1948年8月8日   | 第24回日本選手権水上競技大会     | 神宮                     | [ 7 ]         |
| 8分45秒4  | 世界新 | 浜口喜博 丸山茂幸 村上修一 古橋廣之進                                                         | 東京ク     | 1949年8月17日  | 全米選手権                       | ロサンゼルス             | [ 8 ]         |
| 8分42秒1  | (h)    | 浜口喜博（2分10秒1） 鈴木弘（2分08秒5） 後藤暢（2分14秒0） 谷川禎次郎（2分09秒5）             | 日本       | 1952年7月28日  | ヘルシンキオリンピック           | ヘルシンキ               | [ 9 ] [ 10 ]  |
| 8分33秒5  |        | 鈴木弘（2分07秒0） 浜口喜博（2分08秒1） 後藤暢（2分09秒1） 谷川禎次郎（2分09秒3）             | 日本       | 1952年7月29日  | ヘルシンキオリンピック           | ヘルシンキ               | [ 9 ] [ 10 ]  |
| 8分29秒5  |        | 山中毅（2分03秒6）日本新 福井誠（2分07秒5） 藤本達夫（2分08秒6） 梅本利三（2分09秒8）         | 日本       | 1958年5月31日  | 第3回アジア競技大会              | 東京都体育館屋内プール   | [ 11 ] [ 12 ] |
| 8分24秒2  |        | 藤本達夫（2分06秒4） 福井誠（2分07秒8） 近藤至男（2分07秒0） 山中毅（2分03秒0）               | 日本       | 1958年8月23日  | 日豪対抗大阪大会                 | 大阪                     | [ 13 ] [ 12 ] |
| 8分21秒6  | 世界新 | 梅本利三（2分09秒5） 藤本達夫（2分05秒1） 福井誠（2分04秒8） 山中毅（2分02秒2）               | 日本       | 1959年7月22日  | 日米対抗                         | 神宮                     | [ 14 ] [ 15 ] |
| 8分18秒7  | 世界新 | 山中毅（2分01秒5）世界新 福井誠（2分04秒2） 見上勝紀（2分08秒3） 藤本達夫（2分04秒7）         | 日本       | 1959年7月26日  | 日米対抗大阪大会                 | 大阪                     | [ 14 ] [ 15 ] |
| 8分17秒1  | (h)    | 山中毅（2分01秒8） 福井誠（2分03秒5） 石井宏（2分07秒2） 藤本達夫（2分04秒6）                 | 日本       | 1960年8月29日  | ローマオリンピック               | ローマ                   | [ 16 ] [ 17 ] |
| 8分13秒2  |        | 福井誠（2分04秒8） 石井宏（2分04秒8） 山中毅（2分00秒6） 藤本達夫（2分03秒0）                 | 日本       | 1960年9月1日   | ローマオリンピック               | ローマ                   | [ 16 ] [ 17 ] |
| 8分09秒8  | 世界新 | 藤本達夫（2分02秒7） 山中毅（2分01秒9） 岡部幸明（2分03秒9） 福井誠（2分01秒3）               | 日本       | 1963年4月21日  | 日豪対抗                         | 東京都体育館屋内プール   | [ 18 ] [ 19 ] |
| 8分03秒8  |        | 福井誠（2分00秒5） 岩崎邦宏（2分01秒1） 庄司敏夫（2分01秒7） 岡部幸明（2分00秒5）             | 日本       | 1964年10月18日 | 東京オリンピック                 | 代々木オリンピックプール | [ 20 ] [ 21 ] |
| 8分03秒2  |        | 吉原一彦 小野修司 梅崎昌寿 船津克人                                                           | 広島県     | 1978年6月18日  | 中国五県                         | 宇部                     | [ 1 ]         |
| 7分54秒56 |        | 坂本弘（1分58秒61） 山崎重樹（1分59秒10） 石井英範（1分57秒89） 塚崎修治（1分58秒96）         | 日本       | 1978年7月1日   | サンタクララ国際                 | サンタクララ             | [ 1 ]         |
| 7分49秒75 |        | 吉原一彦（1分57秒16） 坂本弘（1分57秒83） 山崎重樹（1分56秒08） 柳館毅（1分58秒68）           | 日本       | 1978年12月17日 | 第8回アジア競技大会              | バンコク                 | [ 1 ]         |
| 7分45秒68 |        | 中西俊二（1分57秒41） 山崎重樹（1分56秒07） 坂本弘（1分56秒02） 吉原一彦（1分56秒18）         | 日本       | 1979年9月2日   | 第1回ワールドカップ              | 代々木オリンピックプール | [ 1 ]         |
| 7分42秒78 |        | 寺下育弘 坂大平 西牟田明文 坂本弘                                                             | 日本       | 1981年8月30日  | 国際招待                         | 代々木オリンピックプール | [ 1 ]         |
| 7分42秒56 |        | 緒方茂生（1分55秒23） 寺下育弘（1分55秒12） 藤村幸弘（1分56秒34） 小林一也（1分55秒87）       | 日本       | 1983年8月28日  | 国際招待                         | 代々木オリンピックプール | [ 1 ]         |
| 7分39秒48 |        | 緒方茂生（1分53秒40） 逸見晃治（1分54秒96） 奥野景介（1分55秒48） 水本良幸（1分55秒64）       | 日本       | 1985年8月16日  | 第1回パンパシフィック選手権      | 代々木オリンピックプール | [ 1 ]         |
| 7分36秒07 |        | 奥野景介（1分55秒87） 野口智博（1分53秒44） 緒方茂生（1分55秒26） 藤原勝教（1分51秒50）       | 日本       | 1986年9月22日  | 第10回アジア競技大会             | ソウル                   | [ 1 ]         |
| 7分30秒34 |        | 山仲豪紀（1分52秒99） 藤原勝教（1分52秒22） 浅原隆文（1分54秒43） 野口智博（1分51秒40）       | 日本       | 1990年9月24日  | 第11回アジア競技大会             | 北京                     | [ 22 ]        |
| 7分30秒33 | (h)    | 前田泰平（1分51秒55） 藤本雅之（1分51秒87） 松下幸広（1分52秒32） 平野雅人（1分54秒59）       | 日本       | 1994年9月6日   | 第7回世界水泳選手権              | ローマ                   | [ 23 ]        |
| 7分27秒18 |        | 前田泰平（1分51秒78） 松下幸広（1分52秒16） 藤本雅之（1分51秒69） 疋田和哲（1分51秒55）       | 日本       | 1994年10月4日  | 第12回アジア競技大会             | 広島                     | [ 23 ]        |
| 7分23秒55 |        | 市川洋介（1分50秒57） 佐々木武（1分51秒09） 伊藤俊介（1分50秒82） 伊藤秀介（1分50秒64）       | 中央大学   | 1998年9月5日   | 第74回日本学生選手権水泳競技大会 | 東京辰巳国際水泳場       | [ 24 ]        |
| 7分22秒03 | (h)    | 伊藤俊介（1分51秒64） 細川大輔（1分50秒31） 奥村幸大（1分50秒50） 原英晃（1分49秒58）         | 日本       | 2001年7月27日  | 第9回世界水泳選手権              | マリンメッセ福岡         | [ 25 ]        |
| 7分20秒60 |        | 原英晃（1分50秒90） 細川大輔（1分49秒32） 奥村幸大（1分49秒87） 藤田駿一（1分50秒51）         | 日本       | 2001年7月27日  | 第9回世界水泳選手権              | マリンメッセ福岡         | [ 25 ]        |
| 7分20秒59 | AS     | 藤田駿一（1分50秒14）大会新 奥村幸大（1分49秒57） 細川大輔（1分50秒60） 市川洋介（1分50秒28） | 日本       | 2002年9月30日  | 第14回アジア競技大会             | 釜山                     |               |
| 7分15秒16 | (h)    | 内田翔（1分49秒36） 佐藤久佳（1分48秒93） 細川大輔（1分48秒80） 松田丈志（1分48秒07）         | 日本       | 2005年7月29日  | 第11回世界水泳選手権             | モントリオール           |               |
| 7分13秒60 |        | 奥村幸大（1分49秒06） 内田翔（1分48秒15） 細川大輔（1分48秒73） 松田丈志（1分47秒66）         | 日本       | 2005年7月29日  | 第11回世界水泳選手権             | モントリオール           |               |
| 7分09秒12 | AS(h)  | 奥村幸大（1分47秒19） 内田翔（1分46秒59） 物延靖記（1分47秒29） 松本尚人（1分48秒05）         | 日本       | 2008年8月12日  | 北京オリンピック                 | 北京国家水泳センター     |               |
| 7分03秒30 | AS(h)  | 日原将吾（1分46秒75） 奥村幸大（1分44秒73） 葛原俊輔（1分46秒41） 松田丈志（1分45秒41）       | 日本       | 2009年7月31日  | 第13回世界水泳選手権             | フォロ・イタリコ水泳場   | [ 26 ]        |
| 7分02秒26 | AS     | 内田翔（1分45秒90） 奥村幸大（1分45秒83） 日原将吾（1分45秒99） 松田丈志（1分44秒54）         | 日本       | 2009年7月31日  | 第13回世界水泳選手権             | フォロ・イタリコ水泳場   | [ 26 ]        |

### 女子
| 記録      |     | 選手                                                                                        | 所属 | 樹立日        | 大会                         | 場所                     | ref    |
| --------- | --- | ------------------------------------------------------------------------------------------- | ---- | ------------- | ---------------------------- | ------------------------ | ------ |
| 8分28秒40 |     | 簗瀬かおり 斎藤美佳 中森智佳子 関戸直美                                                     | 日本 | 1983年7月15日 | プレオリンピック             | ロサンゼルス             | [ 1 ]  |
| 8分27秒35 |     | 中森智佳子（2分05秒00） 関戸直美（2分09秒06） 岡崎由美（2分07秒13） 簗瀬かおり（2分06秒16） | 日本 | 1984年1月6日  | アメリカ国際競技会           | テキサス                 | [ 1 ]  |
| 8分20秒11 |     | 中森智佳子 若穂囲美貴 細田朋美 佐々木香織                                                   | 日本 | 1987年8月17日 | 第2回パンパシフィック選手権  | ブリスベン               | [ 1 ]  |
| 8分14秒83 |     | 中森智佳子 佐々木香織 若穂囲美貴 島雄陽子                                                   | 日本 | 1989年8月18日 | 第3回パンパシフィック選手権  | 代々木オリンピックプール | [ 1 ]  |
| 8分12秒20 |     | 肥川葉子（2分03秒74） 井本直歩子（2分03秒96） 中野亜弥子（2分03秒70） 千葉すず（2分00秒80） | 日本 | 1991年8月23日 | 第4回パンパシフィック選手権  | エドモントン             | [ 27 ] |
| 8分08秒74 |     | 宮地祥子（2分01秒65） 肥川葉子（2分01秒94） 呉座朋子（2分02秒92） 千葉すず（2分02秒23）     | 日本 | 1993年8月13日 | 第5回パンパシフィック選手権  | 神戸ポートアイランド     | [ 28 ] |
| 8分07秒46 |     | 山野井絵理（2分01秒03） 井本直歩子（2分01秒47） 三宅愛子（2分04秒07） 千葉すず（2分00秒89） | 日本 | 1996年7月25日 | アトランタオリンピック       | アトランタ               |        |
| 8分04秒96 |     | 三田真希 永井奉子 山田沙知子 山野井絵理                                                     | 日本 | 2001年5月21日 | 第3回東アジア競技大会        | 大阪                     |        |
| 8分02秒97 |     | 三田真希（2分00秒38） 萩原智子（1分59秒25） 永井奉子（2分00秒98） 山野井絵理（2分02秒36）   | 日本 | 2001年7月25日 | 第9回世界水泳選手権          | マリンメッセ福岡         |        |
| 8分02秒76 |     | 三田真希（2分00秒77） 永井奉子（2分00秒59） 山田沙知子（1分59秒63） 浦部紀衣（2分01秒77）   | 日本 | 2002年10月1日 | 第14回アジア競技大会         | 釜山                     |        |
| 8分00秒65 |     | 三田真希（1分59秒61） 浦部紀衣（1分59秒93） 柴田亜衣（1分58秒83） 上田春佳（2分02秒28）     | 日本 | 2006年8月19日 | パンパシフィック選手権       | ビクトリア               |        |
| 7分59秒58 | (h) | 三田真希（1分59秒88） 浦部紀衣（2分00秒78） 柴田亜衣（1分58秒38） 上田春佳（2分00秒54）     | 日本 | 2007年3月29日 | 第12回世界水泳選手権         | メルボルン               |        |
| 7分58秒04 |     | 三田真希（1分59秒25） 浦部紀衣（2分00秒78） 柴田亜衣（1分57秒85） 上田春佳（2分00秒16）     | 日本 | 2007年3月29日 | 第12回世界水泳選手権         | メルボルン               |        |
| 7分55秒63 | (h) | 上田春佳（1分58秒09） 山口美咲（1分57秒93） 高鍋絵美（2分01秒98） 三田真希（1分58秒33）     | 日本 | 2008年8月13日 | 北京オリンピック             | 北京                     |        |
| 7分52秒42 | (h) | 上田春佳（1分57秒38） 山口美咲（1分56秒86） 佐藤恋（1分57秒43） 北川麻美（2分00秒75）       | 日本 | 2009年7月30日 | 第13回世界水泳選手権         | フォロ・イタリコ水泳場   | [ 26 ] |
| 7分50秒43 |     | 五十嵐千尋（1分57秒84） 池江璃花子（1分57秒38） 青木智美（1分57秒72） 高野綾（1分57秒49）   | 日本 | 2017年7月27日 | 第17回世界水泳選手権         | ドナウ・アレーナ         |        |
| 7分48秒96 |     | 五十嵐千尋（1分57秒88） 池江璃花子（1分54秒69） 白井璃緒（1分58秒29） 大橋悠依（1分58秒10） | 日本 | 2018年8月10日 | 第13回パンパシフィック選手権 | 辰巳国際水泳場           |        |